# Östra Nedsjön
57°43′39″N 12°30′27″Ø / 57.72750°N 12.50750°Ø
Östra Nedsjön er en sø som ligger mellem Bollebygd i Bollebygds kommun,  og Hindås i Härryda kommun i Västra Götalands län i Sverige. Søen er mindst 75 meter dyb, men lokale beboere hævder at de har målt dybder på 100 meter. Östra Nedsjön er med en kanal forbundet med Västra Nedsjön. Ved Östra Nedsjön findes et antal badepladser men populærest er den ved Tubbared, "Tubbared Sand".
Östra Nedsjön har været kendt for at være en af de sydligste søer i Sverige med en oprindelig bestand  af fisken røding; der er dog ingen kendskab til størrelsen af bestanden.